# Brodnica (Powiat Śremski)
Brodnica (deutsch: Brodnica, 1939–1943 Hochkirch, 1943–1945 Brodenkirch) ist ein Dorf im Powiat Śremski der Woiwodschaft Großpolen in Polen. Es ist Sitz der gleichnamigen Landgemeinde mit etwa 4900 Einwohnern.

## Gemeinde
Zur Landgemeinde Brodnica gehören 26 Dörfer und kleinere Ortschaften.

## Sehenswürdigkeiten und Baudenkmale

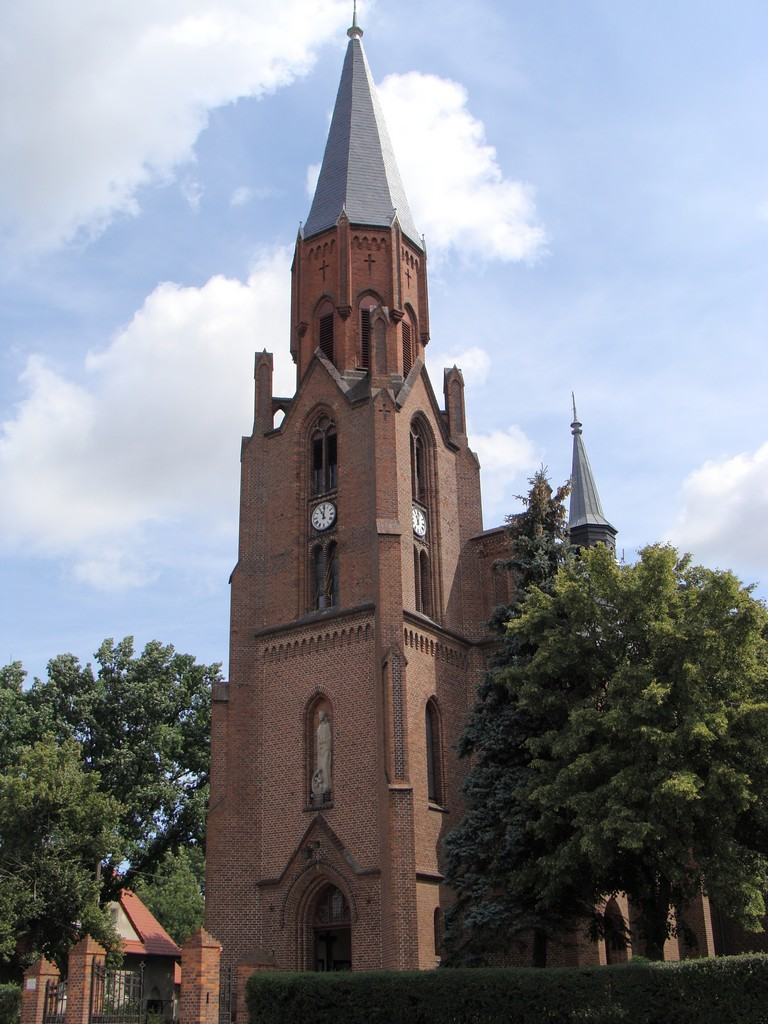
Pfarrkirche von 1870

Zu den Baudenkmalen zählen die neugotische Pfarrkirche von 1870, das Herrenhaus eines Gutes von 1890 sowie der zugehörige Park.
Auf dem Friedhof befindet sich das Grab des Politikers Józef Wybicki (1747–1822), er ist Dichter der heutigen Nationalhymne des Landes.